# Macierz zerowa
Macierz zerowa – macierz, której wszystkie współczynniki są równe zeru. Oznaczana często dużą grecką literą {\displaystyle \mathbf {\Theta } } (theta) lub wytłuszczonym symbolem {\displaystyle \mathbf {0} } (zero), czasami z informacją w indeksie o typie macierzy, np. {\displaystyle \Theta _{n\times m}} lub {\displaystyle \mathbf {0} _{n\times m}.}
Jest zerem grupy addytywnej macierzy ustalonego typu, stąd jest również zerem w pierścieniu macierzy ustalonego stopnia.
Macierz zerowa jest osobliwa, diagonalna, wstęgowa symetryczna, antysymetryczna oraz nilpotentna (o ile jest macierzą kwadratową).

## Przykłady
{\displaystyle \Theta _{1\times 1}={\begin{bmatrix}0\end{bmatrix}},\Theta _{2\times 2}={\begin{bmatrix}0&0\\0&0\end{bmatrix}},\Theta _{4\times 3}={\begin{bmatrix}0&0&0\\0&0&0\\0&0&0\\0&0&0\end{bmatrix}}}